# 町上津役西
町上津役西（まちこうじゃくにし）は福岡県北九州市八幡西区の地名。町上津役西一丁目から四丁目の町がある。住居表示実施済み。郵便番号は807-0074。

## 地理
八幡西区の中部西側に位置し、北西から北に下上津役、北東に上上津役、東に町上津役東、南に小嶺、西に大平と接する。

### 河川
- 二級河川 金山川
- 準用河川 建郷川

## 地域の特徴
町域の北端を建郷川が西流し、南端と西端の一部を金山川が掠める。また、西縁に沿って国道200号，東縁に沿って国道211号が通っている。小さな起伏のある低台地に立地する住宅地である。一丁目に八幡大原郵便局、二丁目に南原年長者いこいの家、三丁目に八幡西警察署上上津役交番，蛭子神社、四丁目に八児小学校，八児中学校，浄土真宗本願寺派西法寺などがある。

## 歴史
国道211号から西に分岐した長崎街道沿いに古くから集落があり、正保年間筑前国図では「上津役町」，元禄年間の田圃志では「町上上津役」、享保年間の許山文書往還図では「町上津役」、文化元年の仮名附帳では「上上津役町」と記されている。
昭和30年代から安川電機（当時：安川電機製作所）の分譲宅地が設けられ始めたのを契機にベッドタウン化が進んだ地域である。昭和37年開業の西鉄バス北九州小嶺自動車営業所（現：小嶺車庫）の設置がそれに拍車をかけた。

### 地名の由来
上津役村の枝郷町上津役より。その他、当域に存在していた小字の八児は小学校，中学校の名前として、大原は郵便局の名前として、南原は公園の名前として残っている。

### 沿革
- 1984年（昭和59年）6月1日 - 町上津役西一丁目 - 四丁目新設[5][6]。

### 町名の変遷
| 実施内容          | 実施年月日               | 実施後           | 実施前                             |
| ----------------- | ------------------------ | ---------------- | ---------------------------------- |
| 町名新設 住居表示 | 1984年（昭和59年）6月1日 | 町上津役西一丁目 | 大字上上津役，大字下上津役の各一部 |
| 町名新設 住居表示 | 1984年（昭和59年）6月1日 | 町上津役西二丁目 | 大字上上津役，大字下上津役の各一部 |
| 町名新設 住居表示 | 1984年（昭和59年）6月1日 | 町上津役西三丁目 | 大字上上津役の一部                 |
| 町名新設 住居表示 | 1984年（昭和59年）6月1日 | 町上津役西四丁目 | 大字上上津役，大字下上津役の各一部 |

## 世帯数と人口
2025年（令和7年）3月31日現在（北九州市発表）の世帯数と人口は以下の通りである。
| 町               | 世帯数    | 人口    |
| ---------------- | --------- | ------- |
| 町上津役西一丁目 | 359世帯   | 712人   |
| 町上津役西二丁目 | 359世帯   | 683人   |
| 町上津役西三丁目 | 267世帯   | 526人   |
| 町上津役西四丁目 | 178世帯   | 325人   |
| 計               | 1,163世帯 | 2,246人 |

### 人口の変遷
国勢調査による人口の推移。
| 1995年（平成7年）  | 2,943人 | [ 7 ]  |  |
| 2000年（平成12年） | 2,786人 | [ 8 ]  |  |
| 2005年（平成17年） | 2,658人 | [ 9 ]  |  |
| 2010年（平成22年） | 2,380人 | [ 10 ] |  |
| 2015年（平成27年） | 2,306人 | [ 11 ] |  |
| 2020年（令和2年）  | 2,235人 | [ 12 ] |  |

### 世帯数の変遷
国勢調査による世帯数の推移。
| 1995年（平成7年）  | 1,003世帯 | [ 7 ]  |  |
| 2000年（平成12年） | 1,006世帯 | [ 8 ]  |  |
| 2005年（平成17年） | 1,015世帯 | [ 9 ]  |  |
| 2010年（平成22年） | 966世帯   | [ 10 ] |  |
| 2015年（平成27年） | 979世帯   | [ 11 ] |  |
| 2020年（令和2年）  | 953世帯   | [ 12 ] |  |

## 学区
市立小・中学校に通う場合、学区は以下の通りとなる。
| 町               | 街区          | 小学校               | 中学校               |
| ---------------- | ------------- | -------------------- | -------------------- |
| 町上津役西一丁目 | 1 - 21番,23番 | 北九州市立八児小学校 | 北九州市立八児中学校 |
| 町上津役西二丁目 | 全域          | 北九州市立八児小学校 | 北九州市立八児中学校 |
| 町上津役西三丁目 | 全域          | 北九州市立八児小学校 | 北九州市立八児中学校 |
| 町上津役西四丁目 | 全域          | 北九州市立八児小学校 | 北九州市立八児中学校 |
| 町上津役西一丁目 | 22番          | 北九州市立中尾小学校 | 北九州市立沖田中学校 |

## 交通

### バス
域内のバス停と系統は以下のとおりである。
| 運行事業者 | 運行事業者 | 西鉄バス北九州 | 西鉄バス北九州 | 西鉄バス北九州 | 西鉄バス北九州 | 西鉄バス北九州 | 西鉄バス北九州 | 西鉄バス筑豊 |
| 系統       | 系統       | 40             | 41             | 53             | 77             | 143            | 快速           | 急行         |
| 停留所     | 町上津役   |                |                | ○              | ○              | ○              | ○              | ○            |
| 停留所     | 小嶺車庫   | ○              | ○              | ○              | ○              | ○              | ○              |              |

### 道路
- 国道200号
- 国道211号

## 施設

### 役所・公的機関
- 八幡西警察署 町上津役交番

### 教育施設
- 北九州市立八児小学校
- 北九州市立八児中学校

### 金融機関
- 八幡大原郵便局

### 社会福祉施設
- 南原年長者いこいの家

### 寺社
- 蛭子神社
- 浄土真宗本願寺派西法寺

### 公園
- 南原公園
- 南原西公園
- 町上津役西一丁目西公園
- 町上津役西一丁目東公園